# Aérodrome de Nukutavake
L'aérodrome de Nukutavake (code IATA : NUK • code OACI : NTGW) se trouve sur l'atoll de Nukutavake dans l'archipel des Tuamotu en Polynésie française.

## Historique
- 1981 : inauguration de l'aérodrome[1].

## Situation
| Nengo-Nengo Marutea-Sud Nukutepipi Ahe Anaa Apataki Arutua Hiva Oa Bora-Bora Tahiti-Fa'a'ā Faaite Fakarava Fangatau Hao Fakahina Hikueru Huahine Kaukura Katiu Kauehi Makemo Manihi Mataiva Maupiti Moorea Napuka Niau Nuku Hiva Nukutavake Puka-Puka Pukarua Raiatea Raivavae Rangiroa Raroia Reao Rimatara Rurutu Takapoto Takaroa Takume Tatakoto Tikehau Totegegie Tubuai Tureia Ua Huka Ua Pou Vahitahi |

## Compagnies aériennes
Air Tahiti est la seule compagnie régulière à desservir l'aéroport [réf. nécessaire].

## Statistiques
Pour des raisons techniques, il est temporairement impossible d'afficher le graphique qui aurait dû être présenté ici.

Voir la requête brute et les sources sur Wikidata.
| Année | Passagers |
| ----- | --------- |
| 1998  | 1 079     |
| 1999  | 1 010     |
| 2000  | 1 051     |
| 2001  | 1 269     |
| 2002  | 1 258     |
| 2003  | 982       |
| 2004  | 1 087     |
| 2005  | 1 008     |
| 2006  | 692       |
| 2007  | 682       |
| 2008  | 1 124     |
| 2009  | 1 194     |
| 2010  | 1 249     |
| 2011  | 1 297     |
| 2012  | 1 253     |
| 2013  | 1 029     |
| 2014  | 1 119     |
| 2015  | 1 084     |
| 2016  | 1 144     |
| 2017  | 1 084     |